# 高岡町花見
高岡町花見（たかおかちょうはなみ）は、宮崎県宮崎市の地名。高岡地域自治区に属している。郵便番号は880-2211。

## 地理
宮崎市の中西部、旧高岡町の北東部に位置する。大淀川が地区を南北に分けるが、主な集落は国道10号が走る川の北岸にあたる。大字富吉、大字糸原、大字堤内、大字吉野、高岡町飯田、高岡町高浜、高岡町下倉永、高岡町小山田、国富町嵐田と接する。

## 歴史
- 明治22年（1889年）5月1日 - 町村制の施行により旧花見村を含め高岡村が発足。
- 大正9年（1920年）4月1日 - 高岡村が町制施行して高岡町となる。
- 昭和30年（1955年）4月1日 - 高岡町・穆佐村が合併し、改めて高岡町が発足
- 平成18年（2006年）1月1日 - 高岡町が宮崎市に編入。

## 世帯数と人口
2023年（令和5年）4月1日現在の世帯数と人口は以下の通りである。
| 町丁       | 世帯数  | 人口   |
| ---------- | ------- | ------ |
| 高岡町花見 | 565世帯 | 1137人 |

## 小・中学校の学区
市立小・中学校に通う場合、学区は以下の通りとなる。
| 町名                             | 小学校             | 中学校             |
| -------------------------------- | ------------------ | ------------------ |
| 高岡町花見の一部（大淀川より北） | 宮崎市立高岡小学校 | 宮崎市立高岡中学校 |
| 高岡町花見の一部（大淀川より南） | 宮崎市立穆佐小学校 | 宮崎市立高岡中学校 |

## 交通

### バス
宮交グループの運営するバスが営業している。

### 道路
- 東九州自動車道（通過）
- 国道10号
- 宮崎県道28号日南高岡線
- 宮崎県道359号赤谷橋山線

## 施設
- 東九州自動車道大淀川橋
- 花見橋
- 道の駅高岡